# Fűrész megállóhely
Fűrész megállóhely Fűrészen, a Losonci járásban van, melyet a Železničná spoločnosť Slovensko a.s. üzemeltet.

## Vasútvonalak
Az állomást az alábbi vasútvonalak érintik:
- Zólyom–Kassa-vasútvonal

## Kapcsolódó állomások
A vasútállomáshoz az alábbi állomások vannak a legközelebb:
- Divényoroszi megállóhely
- Vámosfalva megállóhely

## Története
Amikor a vasútvonal ezen szakaszát két sínpárra bővítették (1972-1979), tanácsos volt egy megállóhely kiépítése a településen.

## Forgalom
| Járat             | Útvonal | Gyakoriság |
| ----------------- | --- | ---------- |
| személyvonat (Os) | Zólyom-személyi – Zólyom-régi – Nagyszalatna – Végles – Pstruša - Dombszög - Gyetva - Krivány - Divényoroszi - Fűrész - Vámosfalva - Lónyabánya - Lónyabánya megállóhely - Patakalja - Losonctamási - Losonc                                                | Napi 3 pár |
| (Os) személyvonat | Zólyom-személyi – Zólyom-régi – Nagyszalatna – Végles – Pstruša - Dombszög - Gyetva - Krivány - Divényoroszi - Fűrész - Vámosfalva - Lónyabánya - Lónyabánya megállóhely - Patakalja - Losonctamási - Losonc – Ipolygalsa – Perse – Fülek-gyártelep – Fülek | Napi 9 pár |